# Turdus leucops
Turdus leucops là một loài chim trong họ Turdidae.